# Hans-Joachim Beyer
Hans-Joachim Beyer (* 17. August 1940 in Leipzig) ist ein deutscher Opern-, Operetten-, Musical-, Lied- und Oratoriensänger in der Stimmlage Bassbariton, später lyrischer Bariton und Professor für Gesang.

## Leben
Hans-Joachim Beyer wurde 1940 in Leipzig geboren und wuchs in einem musikliebenden Elternhaus auf. Nach seiner schulischen Ausbildung absolvierte er an der Hochschule für Musik und Theater Felix Mendelssohn Bartholdy Leipzig ein Studium für Gesang und Gesangspädagogik bei Heinrich Bergzog. Im Anschluss daran erhielt er am gleichen Institut die Möglichkeit einer außerplanmäßigen pädagogisch-künstlerischen Aspirantur bei Helga Forner, von welcher er auch weiterhin über viele Jahre gesanglich betreut wurde.
Als Bassbariton, später lyrischer- und Charakterbariton war er an verschiedenen Musiktheatern in Görlitz, Altenburg und Leipzig engagiert. Gastspiele, Rundfunk- und Fernsehaufzeichnungen sowie Liederabende und Oratorienaufführungen ergänzten sein umfangreiches künstlerisches Wirken.
Ab dem Jahr 1985 war Hans-Joachim Beyer an der Hochschule für Musik und Theater Leipzig Lehrbeauftragter für Gesang, seit 1988 Oberassistent für Gesang und wurde im Jahr 1992 zum Professor für Gesang berufen. Nach seiner Emeritierung und einem Lehrauftrag an seiner Heimathochschule übte er von 2005 bis 2009 eine Vertretungsprofessur an der Musikhochschule Nürnberg/Augsburg aus. Nachfolgend leitet er als Professor im Lehrauftrag eine Gesangsklasse an der Hochschule für Musik Franz Liszt Weimar, wo er auch Sängerinnen und Sänger des Thüringer Opernstudios betreut.
Hans-Joachim Beyer gibt regelmäßig Meisterkurse, z. B. Internationales Musikfestival Stuttgart, Bachakademie Stuttgart, in Lugano, Basel, Oslo, Magdeburg, Weickersheim, Berlin, Aix-en-Provence u. a. Auch konnte er als Juror bei nationalen und internationalen Wettbewerben seine umfangreichen Erfahrungen einbringen. ( u. a. Internationaler Robert-Schumann-Wettbewerb Zwickau, Deutscher Musikwettbewerb Berlin) Seine erfolgreiche pädagogische Tätigkeit belegen zahlreiche von seinen Schülern errungene Preise bei nationalen und internationalen Wettbewerben.

## Repertoire
- Pasquale in Don Pasquale
- Figaro und Graf in Die Hochzeit des Figaro
- Leporello und Massetto in Don Giovanni
- Papageno in Die Zauberflöte
- Wolfram in Tannhäuser
- Fluth in Die lustigen Weiber von Windsor
- Dr. Falke in Die Fledermaus
- Dr. Siedler Im weißen Rößl
- Renè in Ein Maskenball
- Curly in Oklahoma
- Ravenal in Show Boat